# Mont Panié
De Mont Panié is een berg gelegen op het eiland Nieuw-Caledonië in de Grote Oceaan. De berg is het hoogste punt van het Franse overzeese gebiedsdeel Nieuw-Caledonië met een hoogte van 1.628 meter. 

## Omgeving
De oostelijke hellingen van de berg lopen steil en direct af naar de Grote Oceaan. De westzijde van de berg loopt af naar de rivierdalen van de Diahot en Ulaeeum. Het gebied is door BirdLife International benoemd tot een Important Bird Area vanwege de vele bijzonder vogelsoorten zoals de Reuzenmuskaatduif, Zijden jufferduif, Nieuw-Caledonische havik, Hoornparkiet, Vanuatuhoningeter, Nieuw-Caledonische honingeter, Nieuw-Caledonische lederkop, Nieuw-Caledonische dwerghoningeter, Gebandeerde honingeter, Vanuatumangrovezanger, Nieuw-Caledonische fluiter, Zuid-Melanesische rupsvogel, Roodstuitrupsvogel, Langstaarttriller, Gevlekte waaierstaart, Vanuatumonarch, Vanuatuklauwiermonarch, Wipsnavelkraai, Geelbuikvliegenvanger, Nieuw-Caledonische zanger, Groenrugbrilvogel, Dikbekpurperspreeuw, Roodkoppapegaaiamadine en de Tahiti-stormvogel.